# Ivan Zaysev
Ivan Viktorovich Zaysev (russisch Иван Викторович Зайцев, Iwan Wiktorowitsch Saizew, engl. Transkription Ivan Zaytsev; * 11. November 1988 in Taschkent, Usbekische SSR, UdSSR) ist ein usbekischer Leichtathlet, der sich auf den Speerwurf spezialisiert hat.

## Sportliche Laufbahn
Erste internationale Erfahrungen sammelte Ivan Zaysev im Jahr 2007, als er bei den Asienmeisterschaften in Amman mit einer Weite von 61,14 m den neunten Platz belegte. Zwei Jahre später belegte er bei den Asienmeisterschaften in Guangzhou mit 74,37 m den fünften Platz und 2011 gewann er bei den Asienmeisterschaften in Kōbe mit einem Wurf auf 79,22 m die Bronzemedaille hinter dem Japaner Yukifumi Murakami und Park Jae-myong aus Südkorea.
2012 qualifizierte er sich für die Teilnahme an den Olympischen Spielen in London, verpasste dort aber mit 73,94 m den Finaleinzug. 2013 siegte er bei den Asienmeisterschaften in Pune mit 79,76 m und erreichte anschließend bei den Weltmeisterschaften in Moskau mit 78,33 m Rang elf. Im Jahr darauf wurde er Siebter beim Continentalcup in Marrakesch und gewann mit 83,68 m die Bronzemedaille bei den Asienspielen in Incheon hinter dem Chinesen Zhao Qinggang und Ryōhei Arai aus Japan.
2016 nahm er erneut an den Olympischen Spielen in Rio de Janeiro teil, schied aber mit 77,83 m erneut in der Qualifikation aus. Im Jahr darauf gewann er bei den Islamic Solidarity Games in Baku mit 78,66 m die Silbermedaille hinter dem Katari Ahmed Bader Magour.
Ivan Zaysev ist der Sohn des für die Sowjetunion startenden Speerwerfer Viktor Zaysev und er ist mit der usbekischen Speerwerferin Anastasiya Svechnikova verheiratet.